# 아람 Mp3
아람 사르키샨(아르메니아어: Արամ Սարգսյան, 1984년 4월 5일 ~ )은 예명인 아람 mp3(Aram mp3)로 더 잘 알려진 그는 아르메니아의 싱어송라이터, 희극인이다. 유로비전 송 콘테스트 2014에서 아르메니아 대표로 참가했다.